# Iraq ottomano

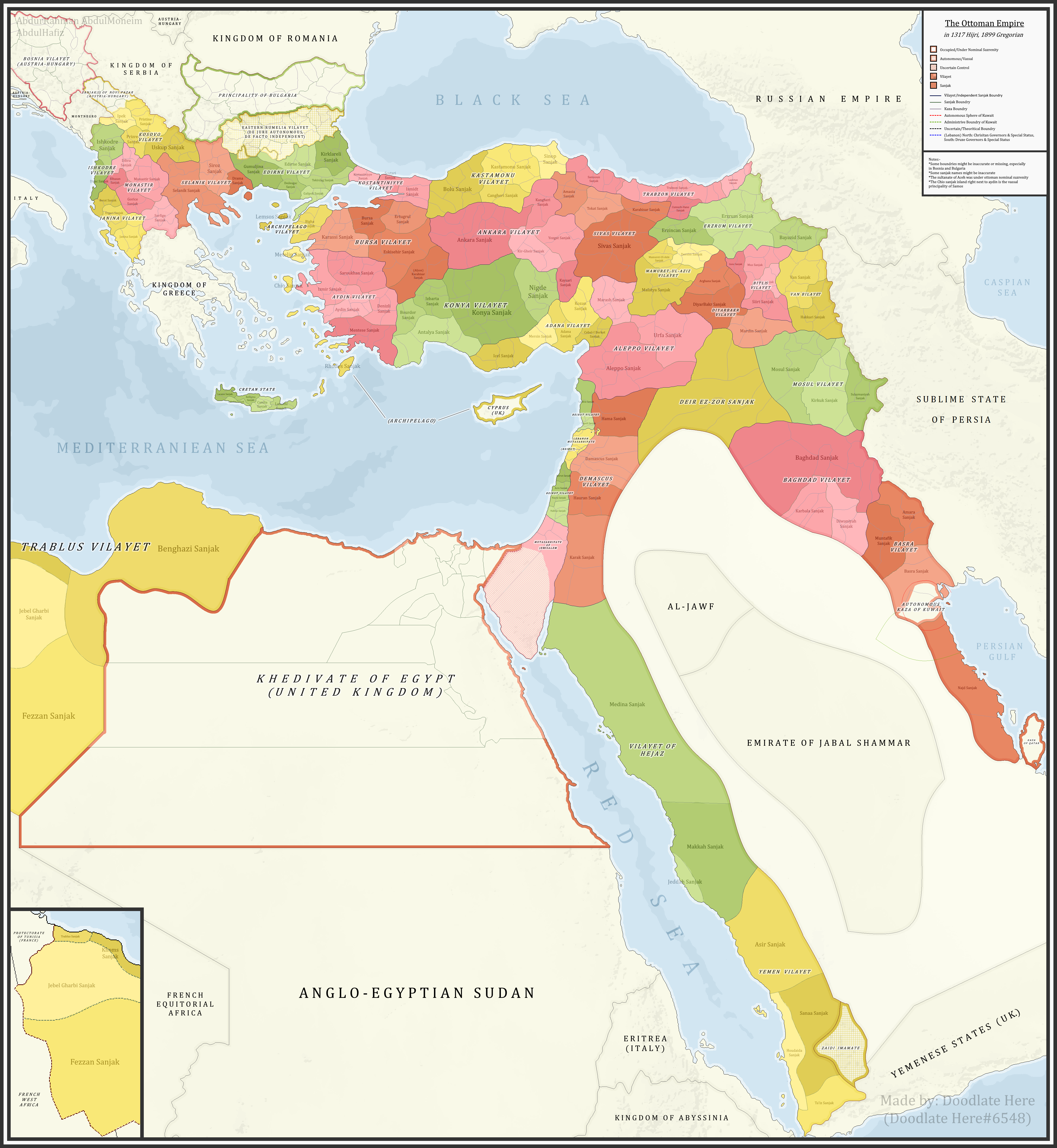
Una mappa che mostra le divisioni amministrative dell'Impero ottomano nel 1899, compreso l'Iraq ottomano.

L'Iraq ottomano si riferisce al periodo della storia dell'Iraq quando la regione era governata dall'Impero ottomano (1534-1704 e 1831-1920).

## Suddivisioni amministrative
Prima delle riforme (1534-1704), l'Iraq era diviso in quattro eyalet (province).
- Eyalet di Baghdad
- Eyalet di Sharazor
- Eyalet di Basra
- Eyalet di Mossul

L'Iraq ottomano fu successivamente (1831-1920) diviso in tre vilayet (province):
- Vilayet di Mossul
- Vilayet di Baghdad
- Vilayet di Basra

## Prima guerra mondiale
Durante la prima guerra mondiale, fu intrapresa un'invasione della regione da parte delle forze dell'Impero britannico conosciuta come la campagna della Mesopotamia. I combattimenti iniziarono con la battaglia di Bassora nel 1914 e continuarono per tutta la durata della guerra. L'azione più notevole fu l'assedio di Kut, che portò alla resa della guarnigione britannica e anglo-indiana della città nell'aprile 1916, dopo un assedio di 147 giorni. Sui 11.800 soldati alleati che sopravvissero per essere fatti prigionieri, 4.250 morirono di malattia o per mano delle loro guardie ottomane durante la prigionia.

## Mappe dell'Iraq ottomano contemporaneo che mostrano gli Eyalet

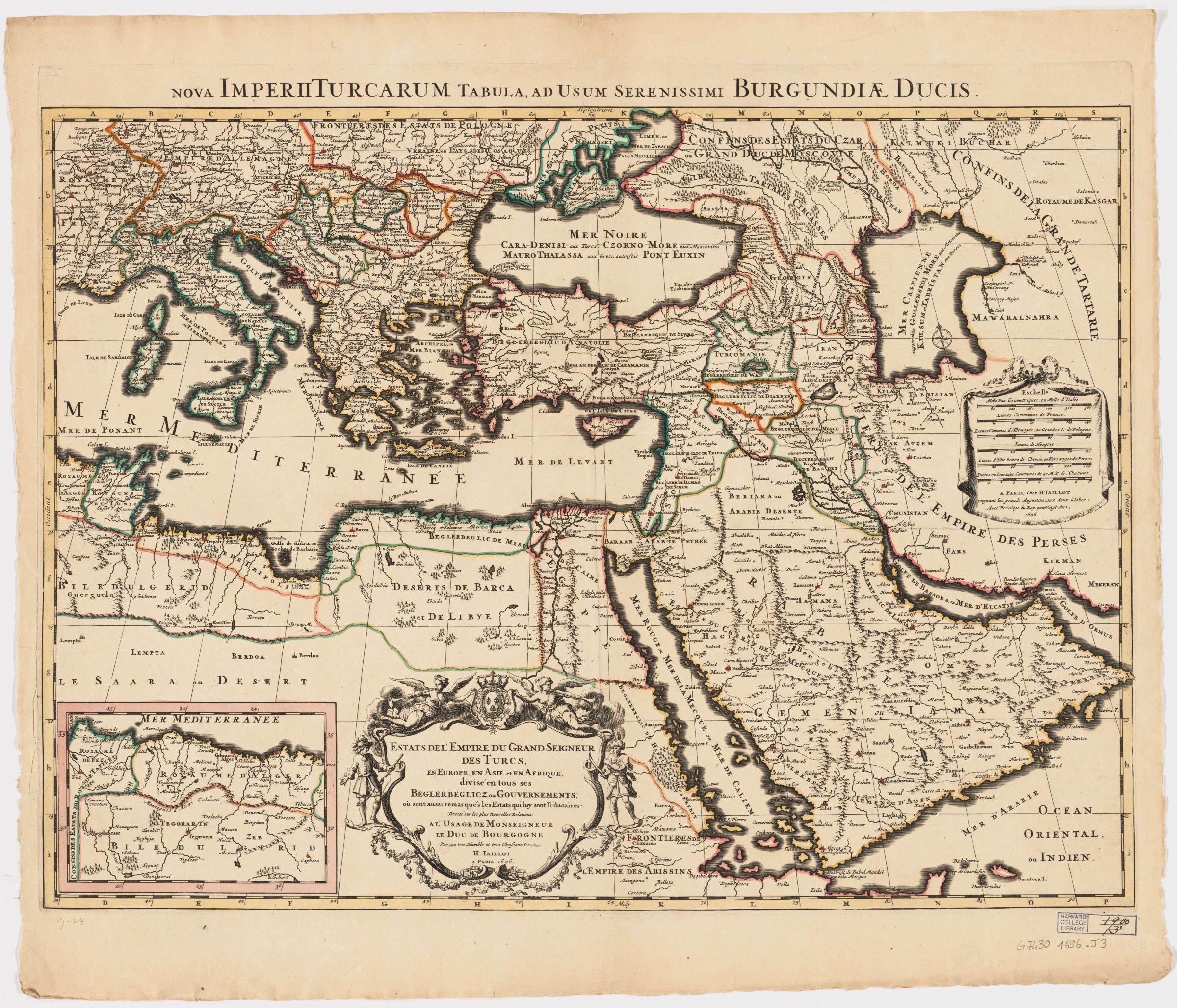
1696 (Jaillot), gli Eyalet
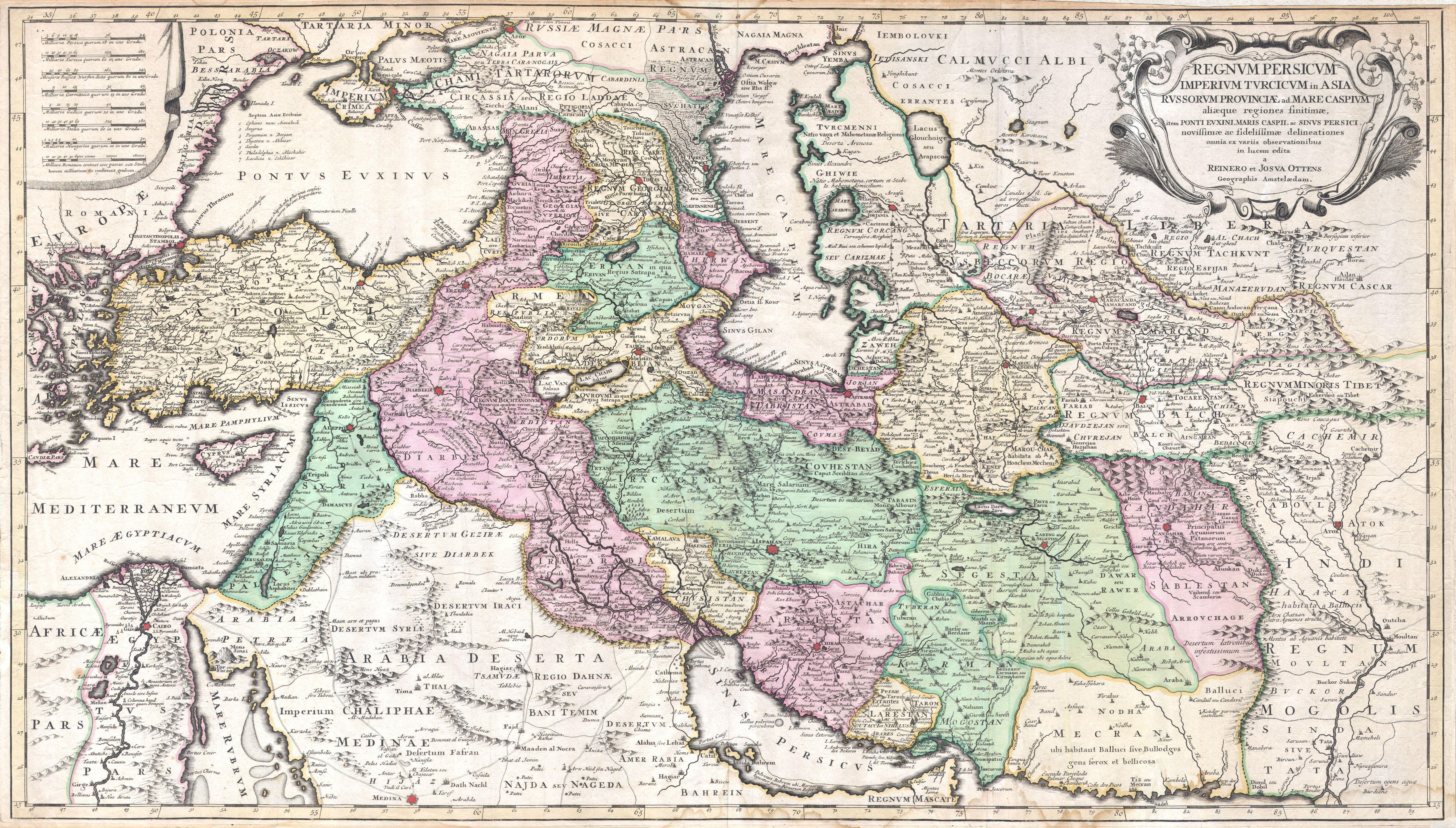
1730
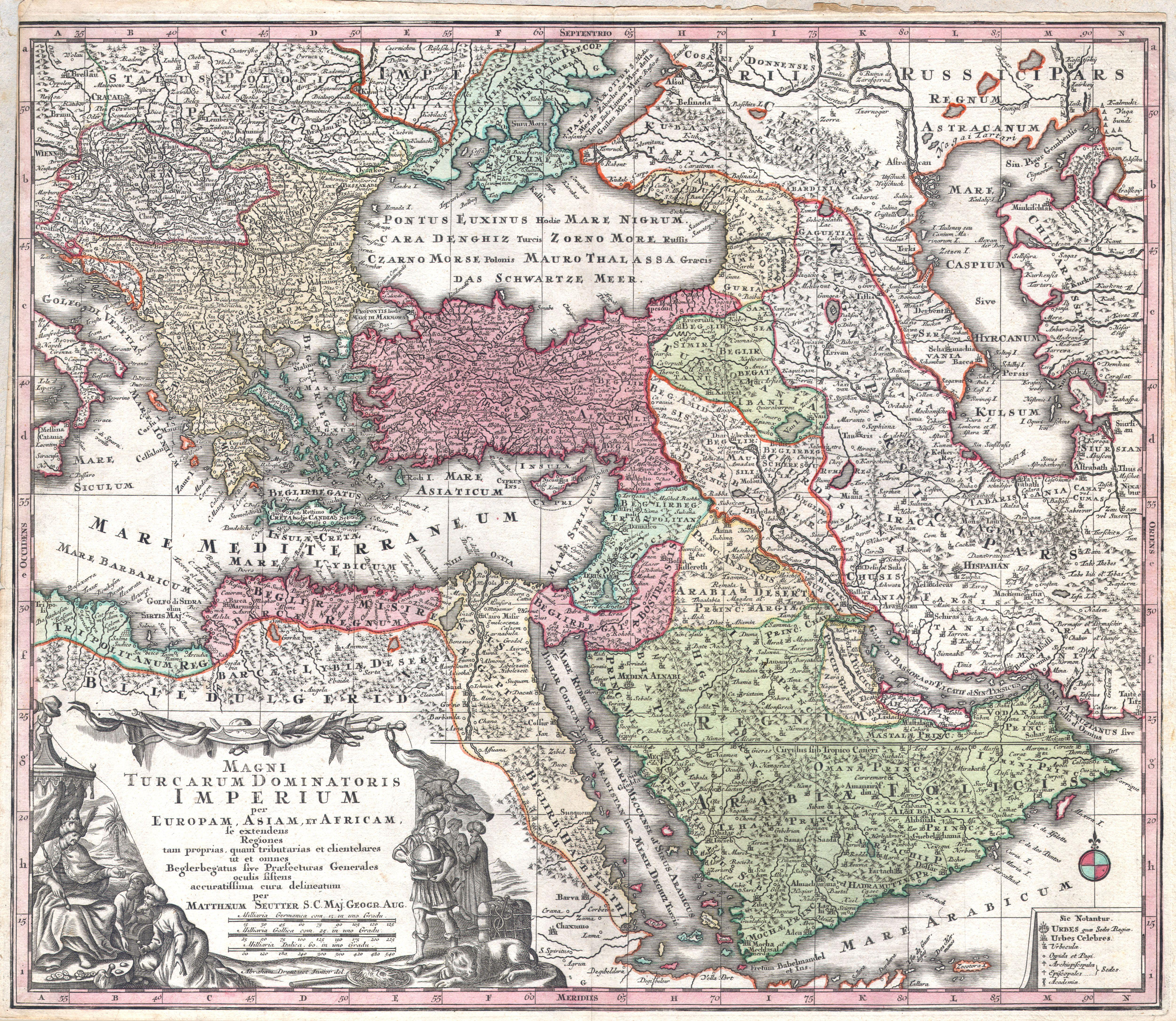
1740 (Seutter), gli Eyalet
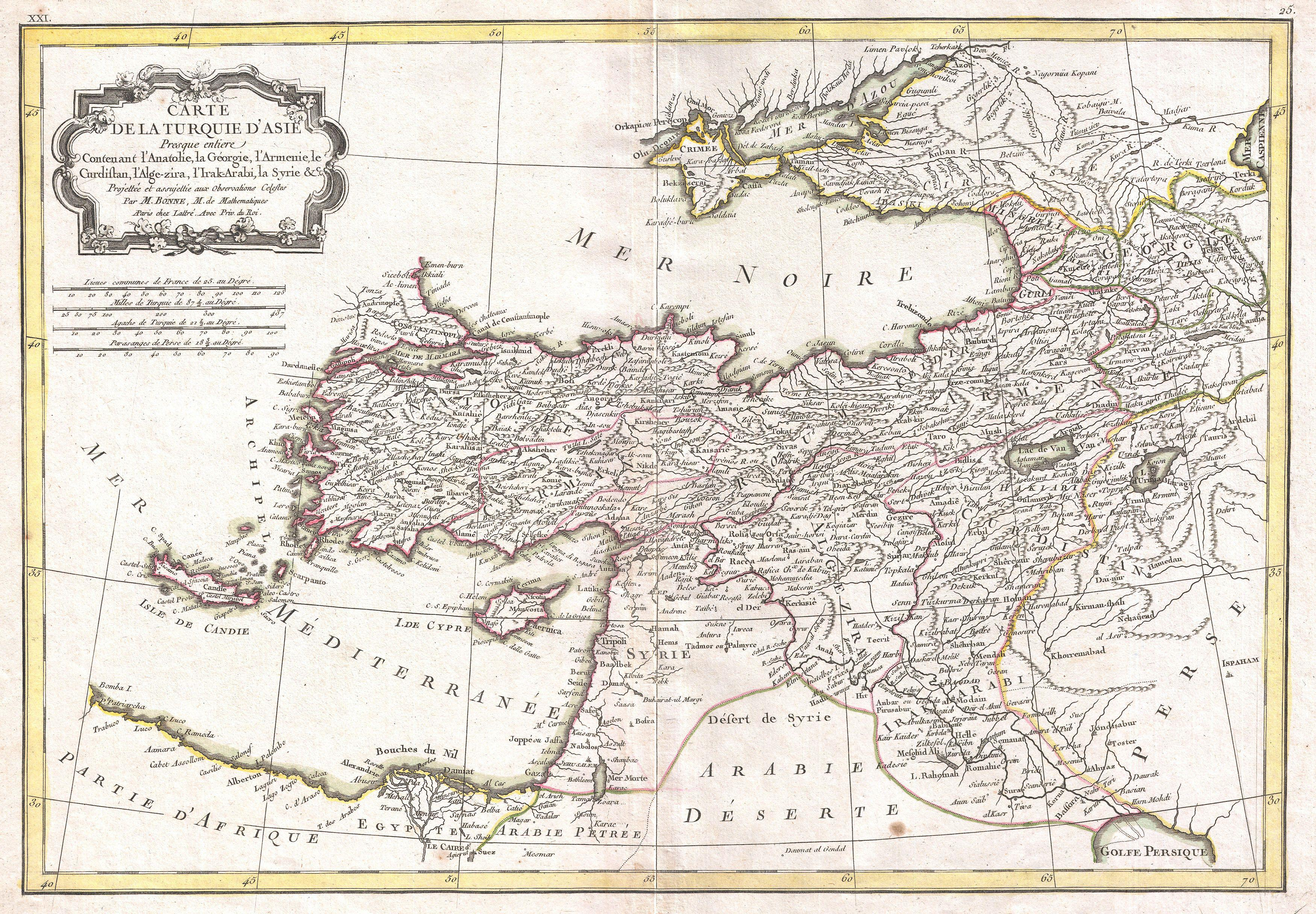
1771 (Bonne)
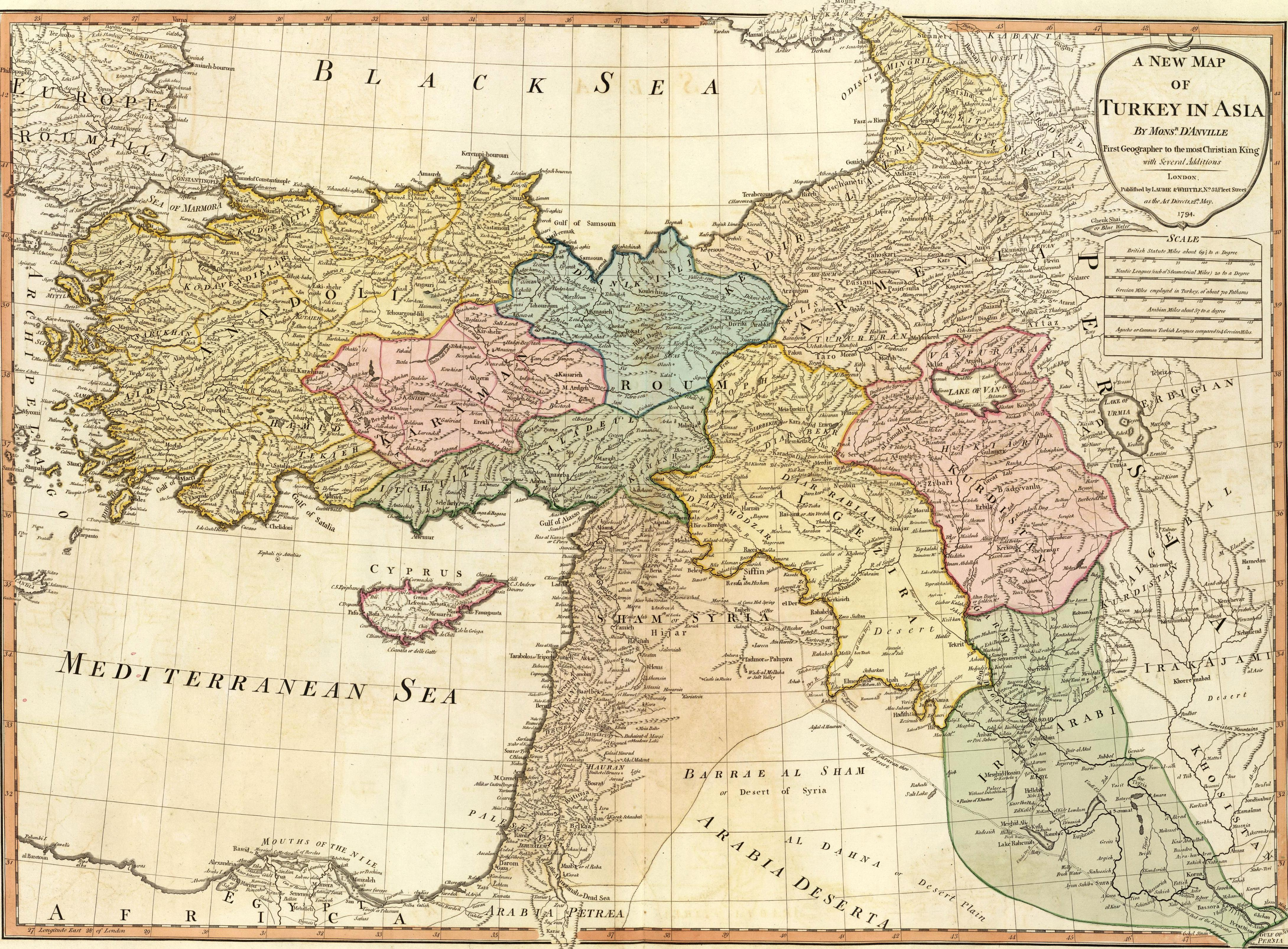
1794 (d'Anville)
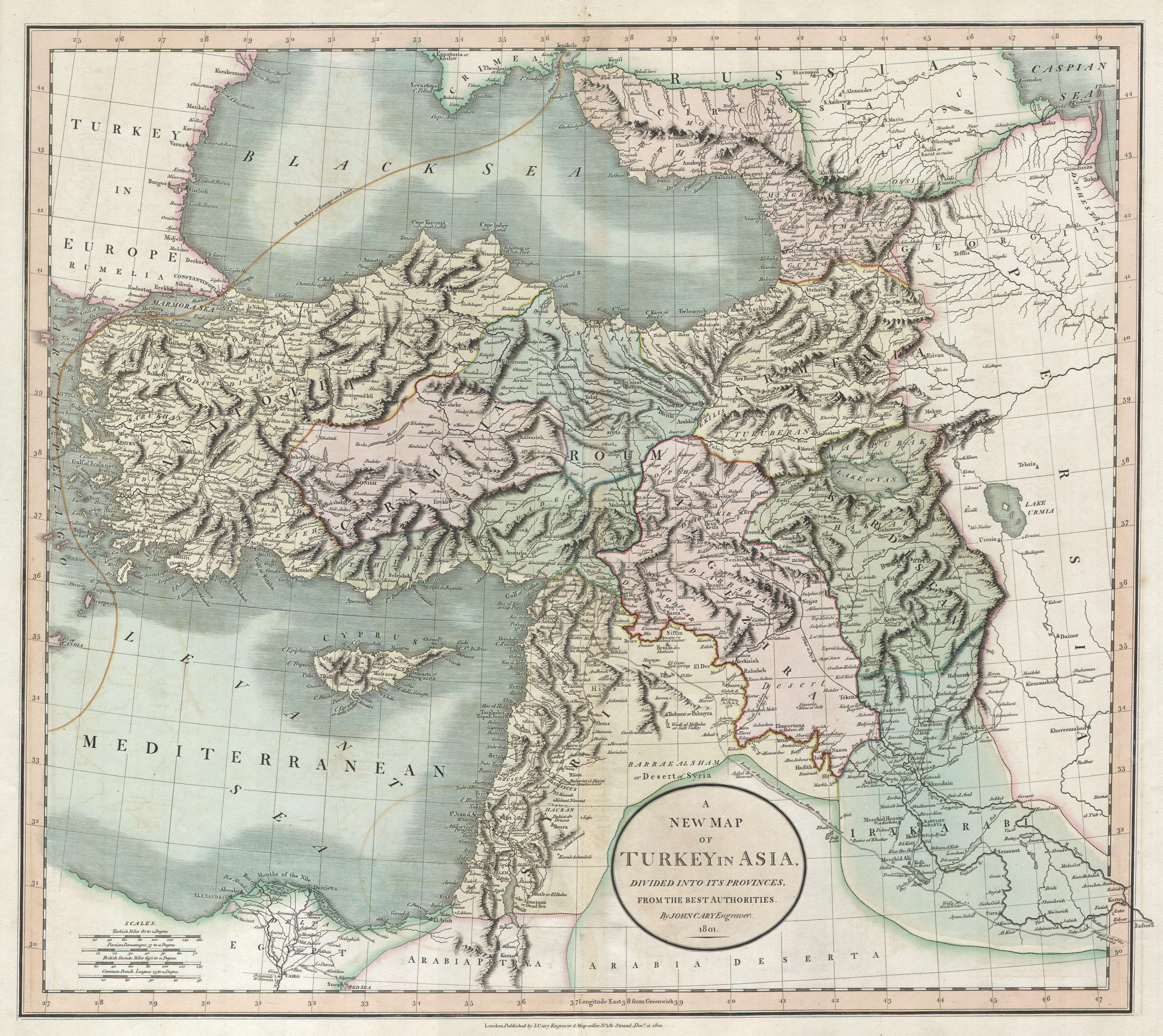
1801 (Cary)
1803, dall'Atlante Cedid
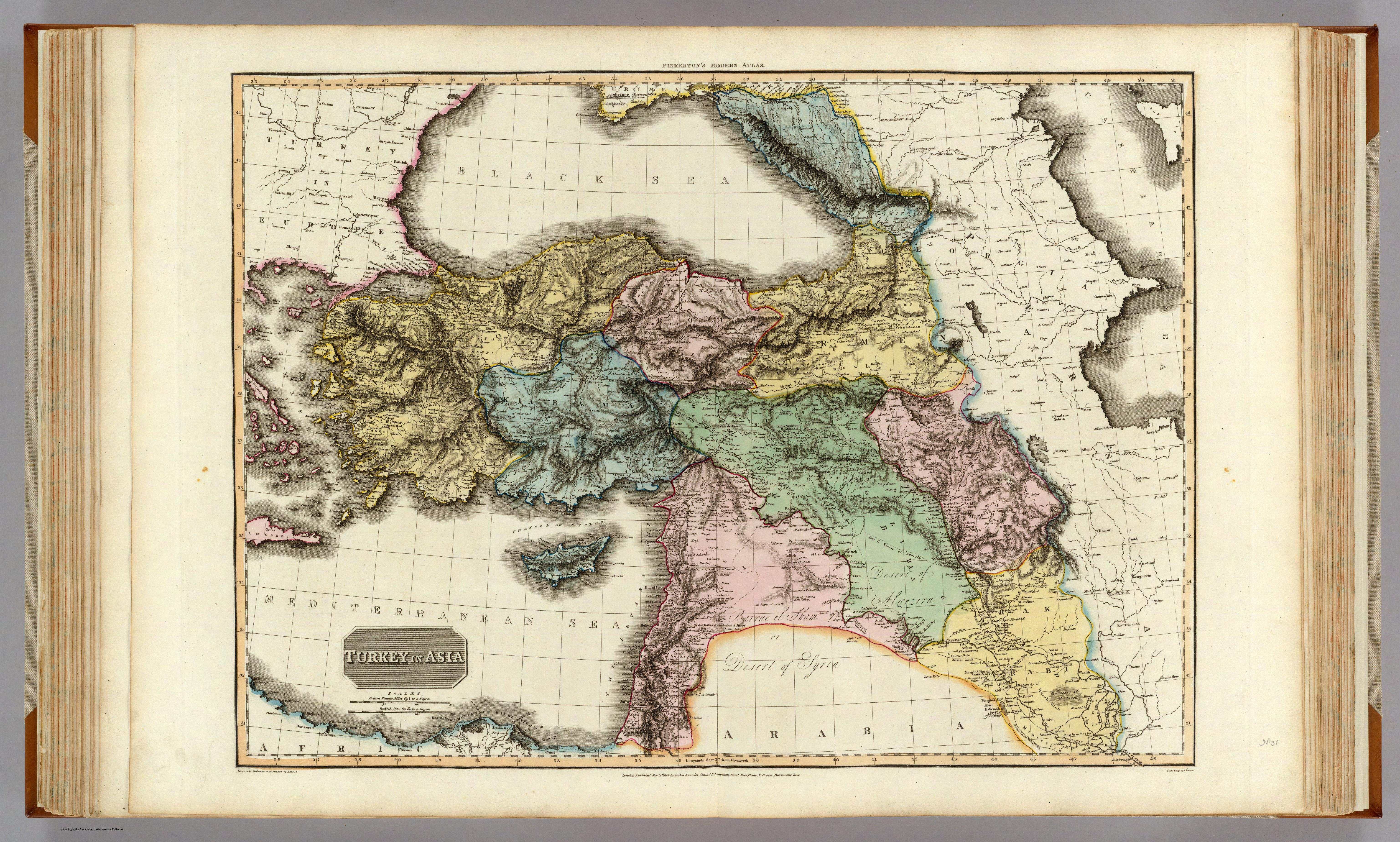
1813 (Pinkerton), gli Eyalet
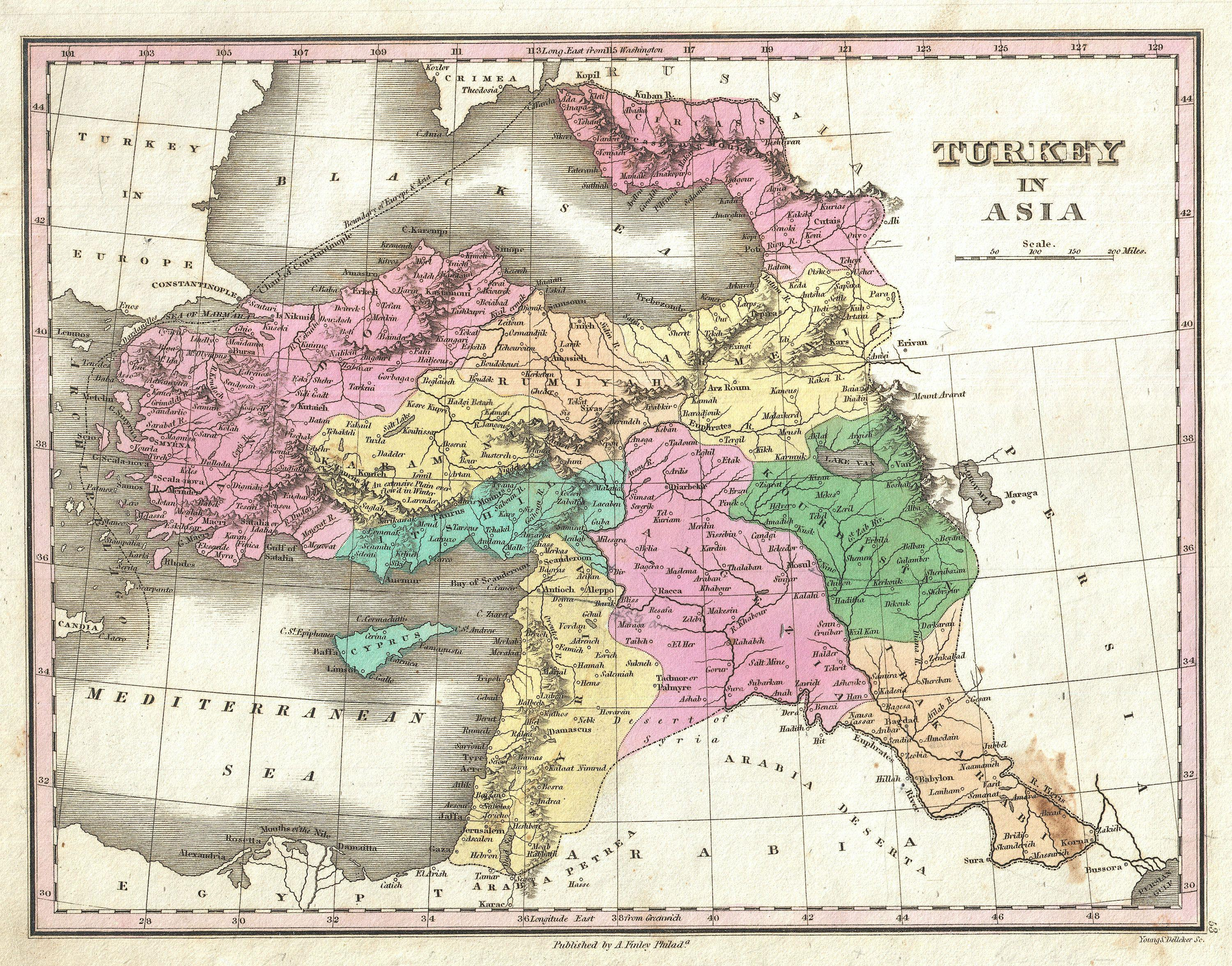
1827 (Finley)
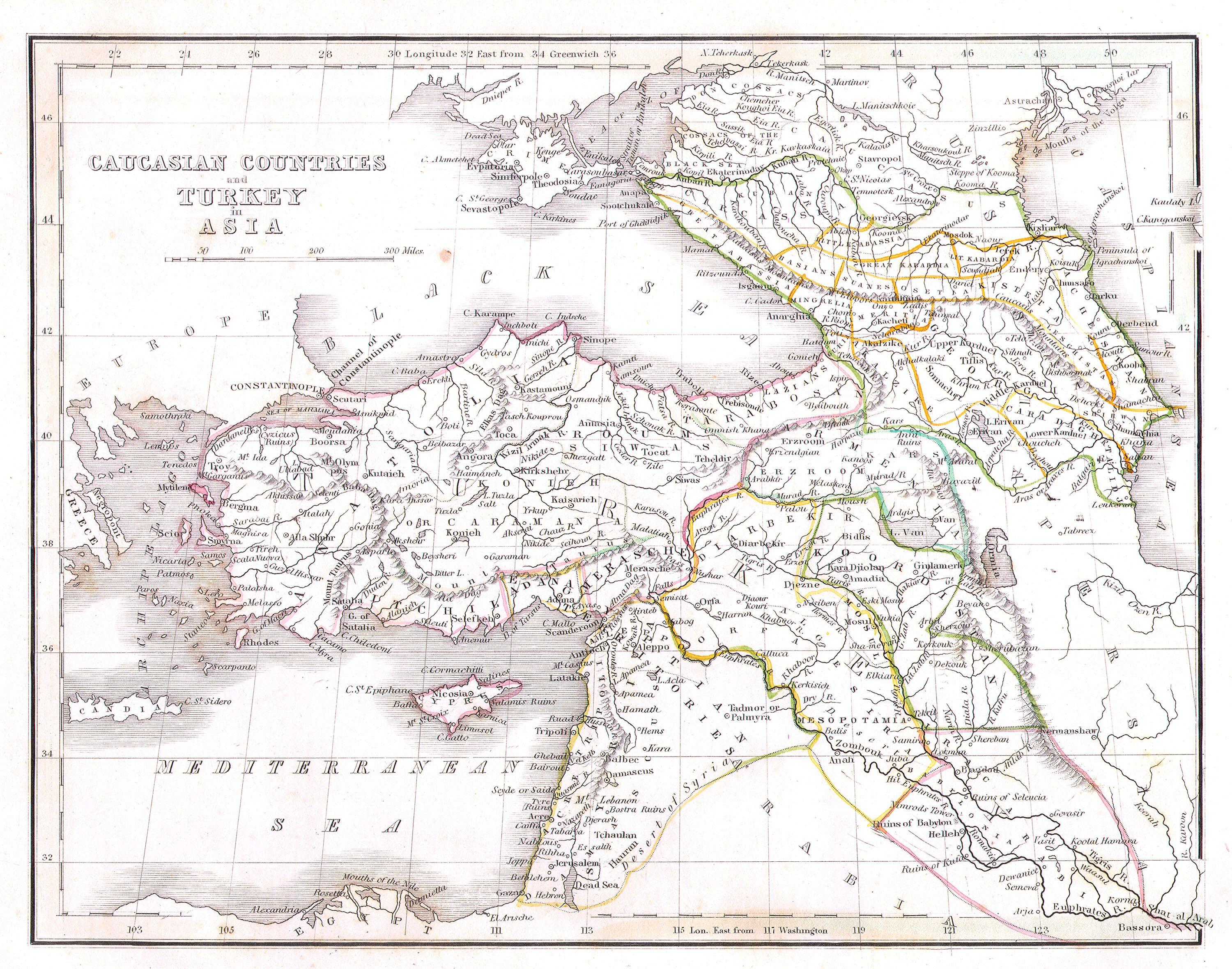
1835, gli Eyalet (Bradford)
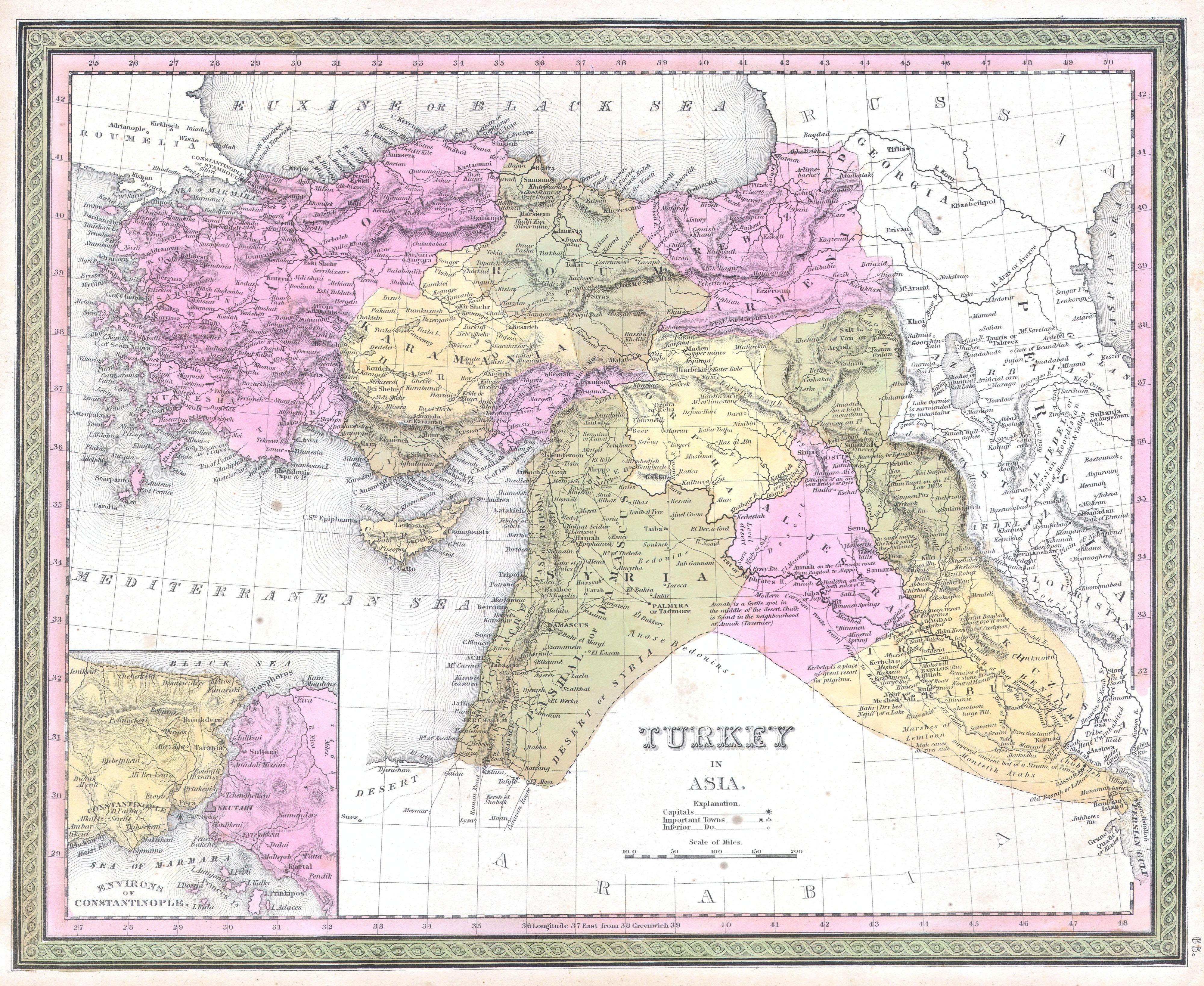
1849 (Mitchell), gli Eyalet

## Mappe contemporanee, che mostrano i Vilayet (successive alle riforme del Tanzimat)

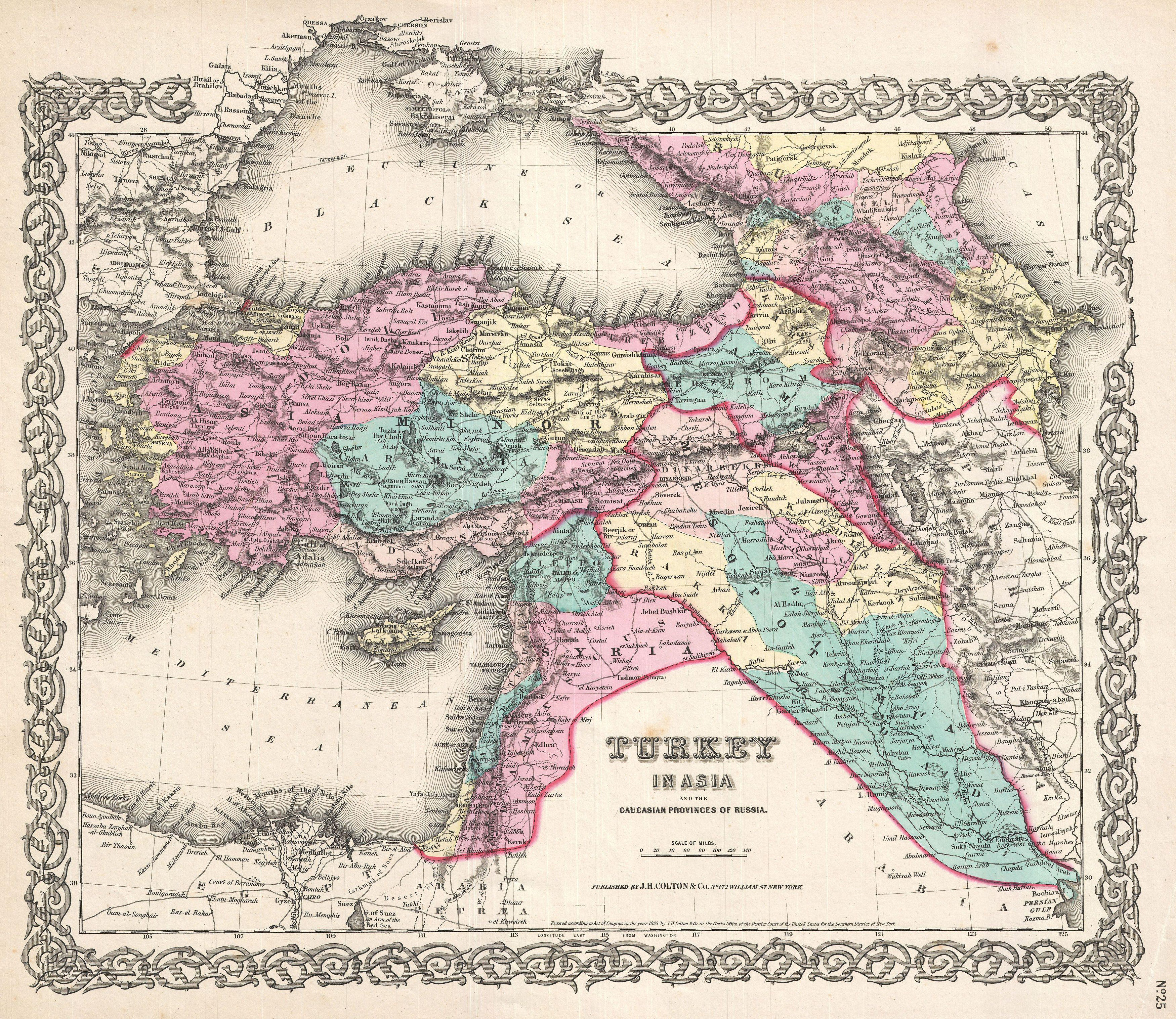
1855, i sangiaccati
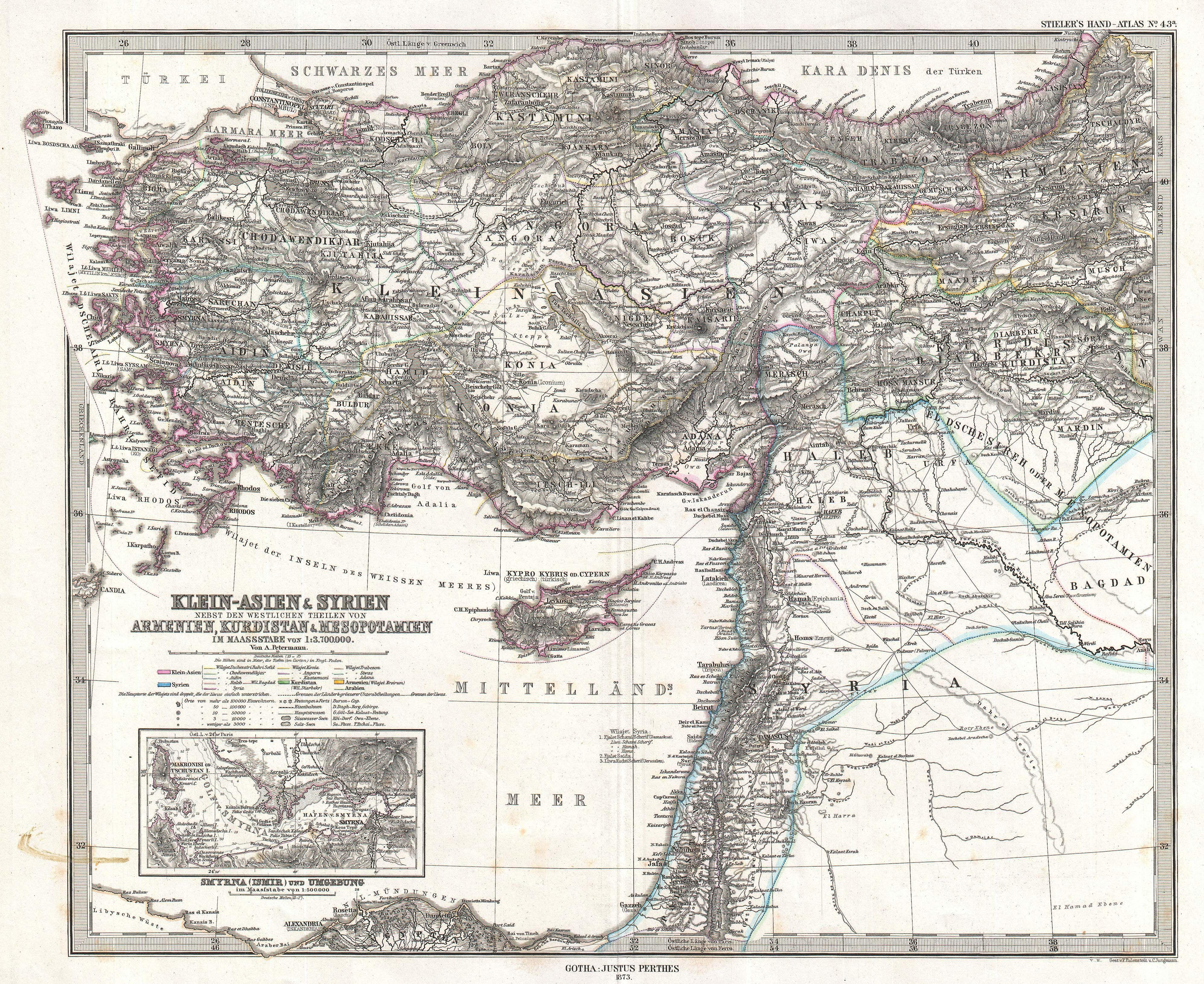
1873
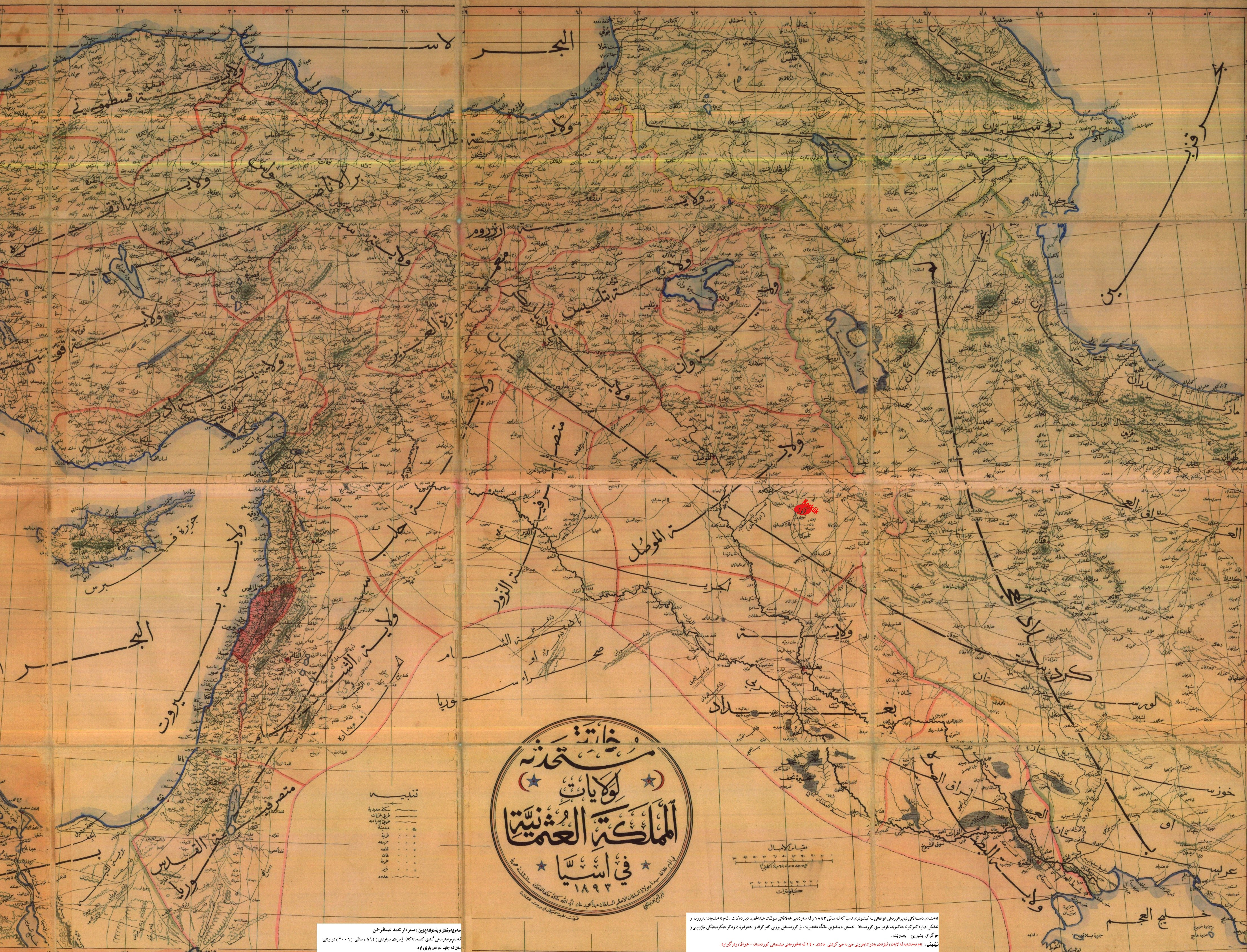
1893
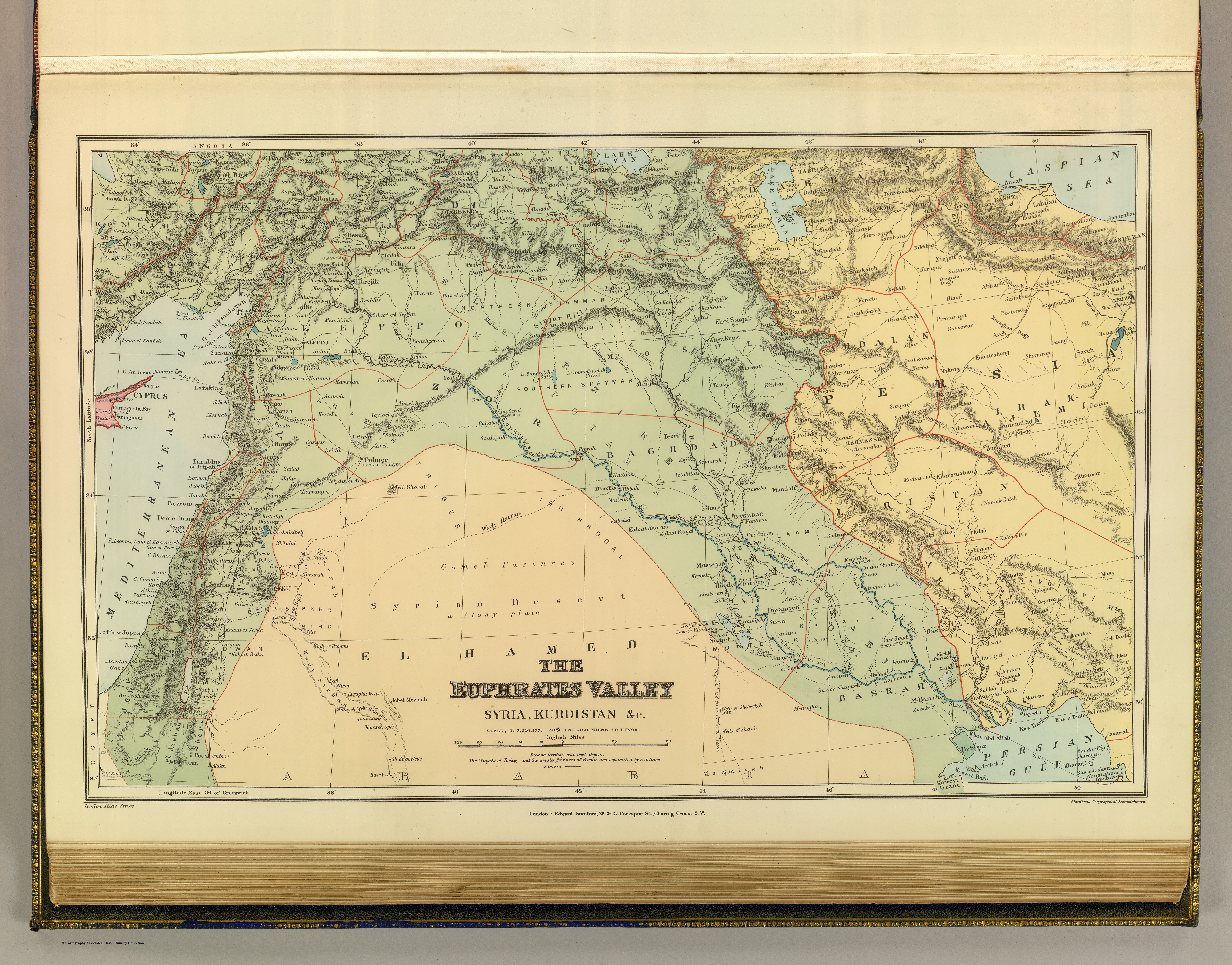
1900 (Stanford), i Vilayet